# Madison Square
Madison Square es una plaza situada en Manhattan, Nueva York, Estados Unidos. Se encuentra en la intersección entre la Quinta Avenida, Broadway y la calle 23. El nombre hace referencia al cuarto presidente de los Estados Unidos y principal autor de la constitución del país, James Madison.
El principal atractivo de la plaza es el Madison Square Park, un parque público de 2,5 hectáreas (6,2 acres), bordeado al este por la Avenida Madison, al sur por la calle 23, al norte por la calle 26 y al oeste por la Quinta Avenida y Broadway en su intersección. 
La plaza es el límite septentrional del Flatiron District y en el pasado el barrio entero se conocía con el nombre de Madison Square. La plaza ganó fama internacional al dar nombre a los dos primeros pabellones del Madison Square Garden (1879) y Madison Square Garden (1890), centros deportivos situados en las inmediaciones de la plaza hasta 1925. No obstante, el actual Madison Square Garden no se encuentra en dicha plaza.
Entre los edificios destacados situados en la Madison Square se encuentran el edificio Flatiron, el edificio New York Life Insurance, la División de Apelación del Palacio de Justicia del Estado de Nueva York y la Metropolitan Life Tower.